# El Allassane Maireyrey
El Allassane Maireyrey este o comună rurală din departamentul Mayahi, regiunea Maradi, Niger, cu o populație de 40.136 de locuitori (2001).